# Олег Блохин
Олег Володимирович Блохѝн е съветски и украински футболист и треньор. Играл е като нападател в Динамо Киев. Носител на Купата на носителите на купи и Суперкупата на Европа за 1975 г., той печели и наградата Златна топка за най-добър играч на Европа през 1975 г.

## Кариера
Блохин държи рекордите за най-много изиграни срещи (432) и вкарани голове (211) за Динамо Киев в Съветския шампионат. Той печели първенството 8 пъти, а два пъти печели и КНК на УЕФА - през 1975 г. и 1986 г. За СССР Блохин играе 112 пъти, като вкарва 42 гола - и двете числа рекордни във футболната история на страната. Играе и на две Световни първенства - през 1982 г. и 1986 г.
Блохин е сред първите съветски футболисти, които заиграват в чужбина. През 1988 г. играчът подписва с австрийския Форвертс Стейр, а след това и с кипърския Арис Лимасол. След като слага край на активната си футболна кариера, Блохин става треньор на други гръцки тимове - Олимпиакос, ПАОК и Ионикос. През септември 2003 г. той поема националния отбор на Украйна.
През 2002 г. Олег Блохин е избран за втория си мандат като член на украинския парламент. През октомври 2002 г. той влиза в редиците на парламентарната група на Обединената социалдемократическа партия на Украйна. През 2005 г. Блохин не показва почти никаква политическа активност, като се съсредоточава върху треньорската работа.
Първата съпруга на Блохин е известната съветска и украинска гимнастичка Ирина Дерюгина. Тя е неколкократна световна шампионка по художествена гимнастика, Заслужил майстор на спорта на СССР (1977 г.) Двамата имат дъщеря Ирина Блохина, певица (род. 1983), актриса и телевизионна водеща.
От втората си съпруга Анжела Олег Блохин има две дъщери – Аня (р. 2001) и Катя (р. 2002).

## Успехи

### Като футболист
Динамо (Киев)
- Шампион на СССР (8): 1971, 1974, 1975, 1977, 1980, 1981, 1985, 1986.
- Носител на Купата на СССР (5): 1974, 1978, 1982, 1984/1985, 1986/1987.
- Носител на Суперкупата на СССР (3): 1981, 1986, 1987.
- Носител на КНК (2): 1974-1975, 1985-1986.
- Носител на Суперкупата на УЕФА (1): 1975.
- Финалист в Суперкупата на УЕФА (1): 1986.

Национален отбор на СССР
- Бронзов медалист в Летните олимпийски игри (2): 1972, 1976.

### Лични
- „Футболист на годината на СССР“ (3): (1973, 1974, 1975).
- Второ място в анкетата „Футболист на годината на СССР“ (4): (1977, 1978, 1980 и 1981).
- Трето място в анкетата „Футболист на годината на СССР“ (2):(1976 и 1986) (класация на всекидневника в-к „Футбол“).
- Носител на „Златната топка“ (France Football): 1975.
- Класиране в анкетата „Златната топка“ (France Football): 1974 – 19-о място, 1976 – 19-о място, 1981 – 5-о място
- Най-много мачове в историята в националния отбор на СССР (112 мача).
- Голмайстор №1 в историята на СССР: (42 гола)
- За „Олимпийския отбор на СССР“ по футбол изиграва 12 мача в които вкарва 9 гола.
- Майстор на спорта от международно ниво на СССР: (1972).
- Заслужен майстор на спорта на СССР: (1975).
- Голмайстор №1 във Висшата лига на СССР (5): 1972, 1973, 1974, 1975, 1977
- Голмайстор на КНК: 1986 (5 гола)
- Гомайстор №1 в историята за Купата на СССР (30 гола)
- Футболист на годината в Украинска ССР (9): 1972, 1973, 1974, 1975, 1976, 1977, 1978, 1980, 1981
- Един от носителите на званието „Дебютант на сезона“: 1972
- Награда за „Вярност към клуба“: 1986
- Участник на световно първенство по футбол (2): 1982, 1986
- В списъка на 33-та най-добри футболисти на СССР 15 пъти, от тях № 1 (1972, 1973, 1974, 1975, 1976, 1977, 1978, 1979, 1980, 11981, 1982, 1985, 1986) – 13 пъти (рекорд), № 2 (1983, 1984)
- Голмайстор №1 в шампионата на СССР – 211
- Най-много срещи в шампионата на СССР – 432
- Голмайстор №1 в историята на Динамо (Киев) (266 гоа)
- Автор на юбилейните голове на „Динамо (Киев)“ в шампионатите на СССР: 1400-тния (1973), 1500-тния (1975), 1600-тния (1977), 1700-тния (1979)
- Golden Foot: 2009 (номинации „Легенди на футбола“)
- Член на „Клуб Григорий Федотов“: (319 гола)
- Почетен гражданин на Киев: (2006)
- Член на „Клуб Игор Нето“
- Най-добър футболист на Украйна за периода 1954—2003 години (юбилейна награда за 50-а годишнина на UEFA)

### Като треньор
„Олимпиакос“ (Пирея)
- Купа на Гърция: 1992
- Суперкупа на Гърция: 1992
- Вицешампион в шампионата на Гърция (2): 1990/1991, 1991/1992|1992.
- Четвъртфинал в КНК: 1993

„АЕК“ (Атина)
- Вицешампион в шампионата на Гърция: 1998/1999
- 3-ти кръг в Шампионската лига на УЕФА: 1999/2000

„Национален отбор на Украйна“
- Четвъртфинал на Световното първенство по футбол: 2006

„Динамо“ (Киев)
- Бронзов медал в шампионата на Украйна: 2012/2013
- Победител в „Обединения турнир“: 2013

### Индивидуални
- Най-добри треньори на национални отбори за годината версия IFFHS:
  - 2005 — 10 място[2]
  - 2006 — 8 място[3]
  - 2012 — 15 място[4]
- Най-добри треньори за десетилетието (2001—2010) версия IFFHS: — 52—56 място[5]
- Най-добри треньори от носителите на „Златната топка“» — 5 място (версия на вестник „Сегодня“ в Украйна)[6]

## Награди
- „Орден на Украинската православна църква“ от московския патриарх преподобния Нестор Летописец (2002).
- „Орден За заслуги“ (Украйна): ІІІ (2002),[7] ІІ (2004[8]) и І (2011[9]) степени.
- „Орден на княз Ярослав Мъдри“ – V степен (2006).[10]
- „Орден на княз Ярослав Мъдри“ – IV степен (5 июля 2012 года).[11]